# Симаута
Симаута (яп. 島唄, букв. «островная песня») — песня японской группы The Boom, написанная в 1992 году её вокалистом Кадзуфуми Миядзавой под впечатлением от посещения Окинавы. Симаута получила широкую известность в Японии и Аргентине; это самая продаваемая композиция группы; она стала одной из самых известных песен об Окинаве. Песня написана в смешанном жанре на грани поп- и рок-музыки с влиянием со стороны японской народной музыки минъё.
Хотя слово «симаута» изначально имело смысл «традиционная музыка Амамийских островов», после успеха «Симауты»-песни так стали называть всю рюкюскую музыку. Симаута вызвала бурный интерес к окинавской музыке, продолжавшийся по меньшей мере 10 лет

## Происхождение
В интервью 2003 года Миядзава сообщил о том, что идея написать Симауту пришла к нему после беседы с пережившими американскую оккупацию окинавцами. Кадзуфуми посетил музей Химэюри и услышал там о том, как местные жители прятались в пещерах от американских солдат и умирали там, боясь быть убитыми; выйдя из музея на свет, Кадзуфуми был потрясён контрастом атмосферы музея и раскачивающегося на солнечном свету сахарного тростника. Это и желание отблагодарить местную жительницу-экскурсовода стали поводами для создания музыки и слов. В другом интервью Миядзава отмечает, что местные жители пострадали не столько от оккупантов, сколько от пропаганды, гласившей, что сдаваться врагу нельзя, а лучше покончить жизнь самоубийством. Кадзуфуми решил поведать всем о том, что Окинаву принесли в жертву Японии, хотя сомневался, есть ли у него, как у японца, моральное право так делать. Он посоветовался с окинавской рок-звездой и активистом Сёкити Киной и получил от него одобрение.

## Влияние окинавской культуры
Миядзава утверждает, что впервые услышал окинавскую музыку от Харуоми Хосоно в 1970-е. Позже он просил друзей привозить ему с островов аудиокассеты с местной музыкой, так как в остальной Японии её было трудно достать.
На концертах Миядзава исполняет мелодию Симауты на сансине, рюкюском предшественнике сямисэна.
В тексте упоминается цветок «дэйго», Эритрина пёстрая, который, по местным повериям, вызывает тайфуны и бедствия.

## История релизов
Песня вышла в двух версиях: «окинавоязычной» (яп. ウチナーグチ・ヴァージョン учина:гучи ва:дзён), где текст исполняется частично на окинавском языке, дата релиза — 12 декабря 1992 года; и «оригинальной» (яп. オリジナル・ヴァージョン оридзинару ва:дзён), которая вышла 21 июня 1993 года и исполняется полностью на японском языке.
Симаута была исполнена на 44-м и 64-м Кохаку ута гассэне.
Группа выпустила несколько повторных релизов с реаранжировками или кавер-версиями: от 5 октября 2001 года, от 22 мая 2002 года и от 20 марта 2013 года.

## Видеоклип
В клипе «Симауты» можно видеть пейзажи острова Такэтоми и одноимённую деревню. Для релиза 2013 года клип был переснят в том же месте, на этот раз главными героями стали местные жители, которые беззвучно «поют» Симауту.

## Кавер-версии
Среди прочих исполнителей, создававших свои версии данного произведения, можно отметить версию 2001 года аргентинского исполнителя Альфредо Касеро, которая получила три награды «Premios Gardel», аргентинского аналога Грэмми. В 2002 году исполнение Касеро стало гимном футбольной сборной Аргентины на чемпионат FIFA 2002 года.
Американский музыкант Andrew W.K. записал свою версию песни для альбома The Japan Covers.
В 2005 году вокалистка Ночные снайперы Диана Арбенина записала кавер-версию «Симауты» с Миядзавой, позднее эта версия вышла отдельным синглом.